# Countrywide Classic 1997
Il Countrywide Classic 1997 è stato un torneo di tennis giocato sul cemento. È stata la 70ª edizione del Countrywide Classic (o Mercedes-Benz Cup),  che fa parte della categoria World Series nell'ambito dell'ATP Tour 1997. Il torneo si è giocato a Los Angeles negli USA, dal 21 al 27 luglio 1997.

## Campioni

### Singolare
Jim Courier ha battuto in finale  Thomas Enqvist con il punteggio di 6–4 6–4

### Doppio
Sébastien Lareau /  Alex O'Brien hanno battuto in finale  Mahesh Bhupathi /  Rick Leach con il punteggio di 7–6(4) 6–4